# Sidecar (Cocktail)

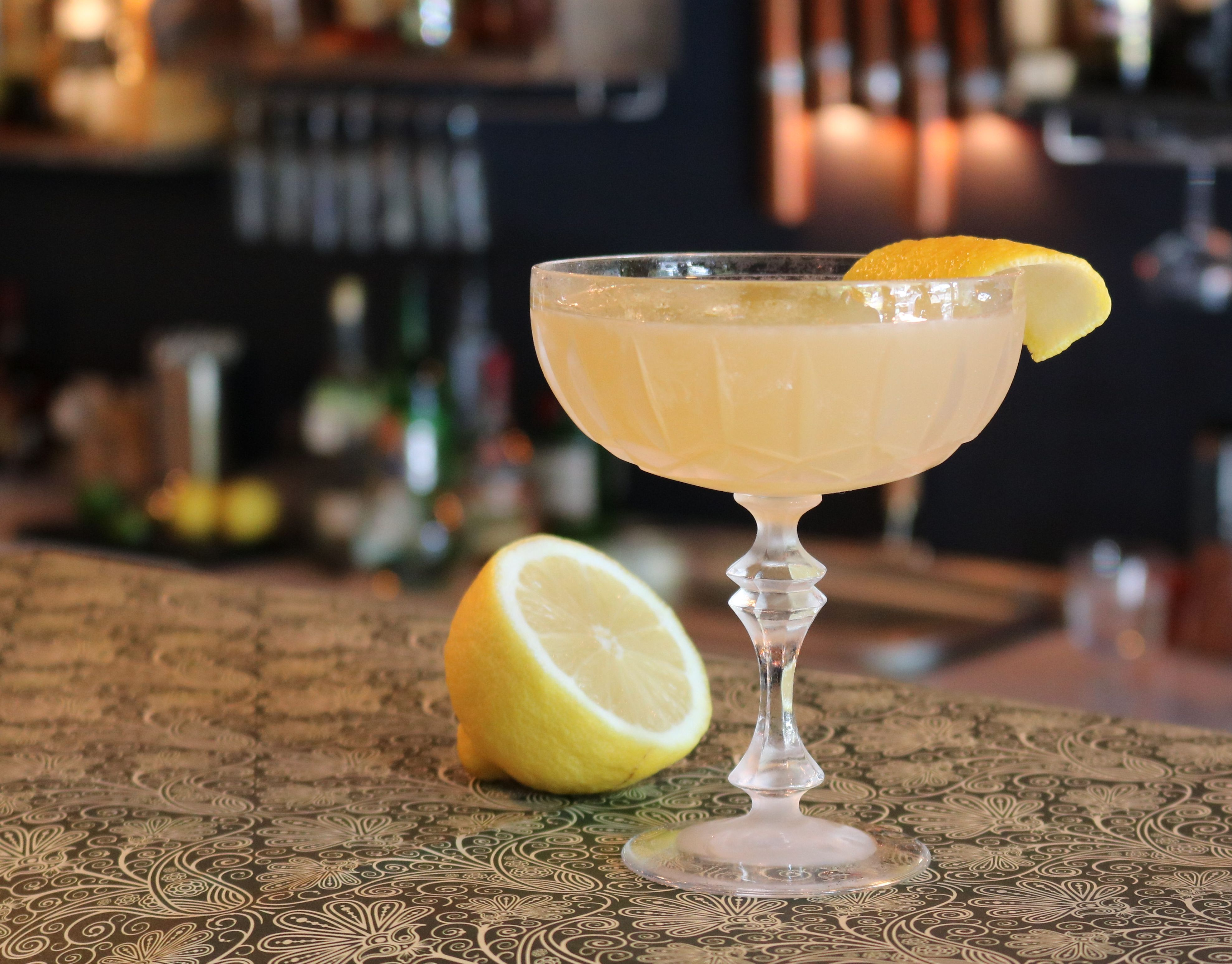
Sidecar im gefrosteten Cocktailglas mit Zitronenzeste

Der Sidecar ist ein klassischer Cocktail aus Weinbrand, Cointreau und Zitronensaft, den David A. Embury in seinem Standardwerk The Fine Art of Mixing Drinks (1948) zu seinen sechs Grundcocktails zählt. Er gilt als Abwandlung der Brandy Daisy aus Weinbrand, Chartreuse und Zitronensaft und wurde, da die ersten schriftlich fixierten Rezepte aus den frühen 1920ern stammen, vermutlich in der Zeit des Ersten Weltkriegs erfunden.

## Zubereitung
Zur Zubereitung des Sidecars werden Weinbrand, Cointreau und Zitronensaft in gleichen Mengen oder je nach Rezept auch in deutlich anderem Mischungsverhältnis mit Eis geschüttelt. Vom french school Sidecar spricht man, wenn es sich bei dem Weinbrand um Cognac handelt. Eine „englische Schule“ erwähnt das „Savoy Cocktail Book“ von 1930: hier wird die doppelte Menge Cognac verwendet. In weiteren Versionen nimmt man Armagnac oder anstelle des Cointreau einen anderen Triple Sec Curaçao.
Spätestens seit den 1930ern ist auch das Servieren von Sidecars in Gläsern mit Zuckerrand („Sidecar Up“) belegt. Das Glas kann mit einem Stück Zitrone oder Zitronenschale garniert werden.

## Geschichte
David A. Embury schreibt die Erfindung des Sidecars einem US-amerikanischen Hauptmann in Paris zu, der Name soll sich auf das Motorradgespann des Soldaten beziehen. Dagegen nennt Harry MacElhone (Barkeeper und später Eigentümer der berühmten New York Bar in Paris) in den ersten Ausgaben seines Buchs Harry’s ABC of Mixing Cocktails (1922) einen Pat MacGarry aus Buck’s Club in London als Erfinder des Sidecars, in späteren Auflagen taucht der Name jedoch nicht mehr auf. Robert Vermiere nennt den gleichen Namen (Cocktails and How to Mix Them, 1922).
Erich Maria Remarque erwähnt den Sidecar in seinem 1936 erschienenen, aber im Jahre 1928 spielenden Roman Drei Kameraden in einer Barszene: „Wir tranken ein paar Glas. Ich nur Sidecars, mit viel Zitrone. Ich wollte nicht wieder von mir selbst überrumpelt werden.“